# Adam Stockhausen
Adam Stockhausen é um decorador de arte estadunidense. Venceu o Oscar de melhor direção de arte na edição de 2015 por The Grand Budapest Hotel, ao lado de Anna Pinnock.